# Romeo Rossi
Romeo Rossi (Castello d'Argile, 6 aprile 1916 – Budrio, 30 marzo 1995) è stato un calciatore italiano, di ruolo difensore.

## Carriera
In gioventù militò in Prima Divisione con la Direzione Artiglieria di Bologna.
Conta 10 presenze in Serie A con il Modena e 60 in Serie C con Reggiana e Prato.

## Palmarès

### Club

#### Competizioni nazionali
- Serie C: 2

Molinella: 1938-1939
Prato: 1945-1946